# Новоиргаклинский
Новоиргакли́нский — посёлок в Степновском районе (муниципальном округе) Ставропольского края России.
До 16 марта 2020 года входил в состав муниципального образования «Сельское поселение Иргаклинский сельсовет».

## География
Расстояние до краевого центра: 229 км.
Расстояние до районного центра: 14 км.

## История
На 1 марта 1966 года посёлок населённый пункт входил в состав территории Иргаклинского сельсовета Нефтекумского района как посёлок плодосовхоза «Ачикулакский»:20.
Указом Президиума ВС РСФСР от 9 февраля 1972 года посёлок плодосовхоза «Ачикулакский» был переименован в Новоиргаклинский.
Решением Ставропольского крайисполкома от 5 апреля 1972 года Иргаклинский сельский Совет вместе со всеми населёнными пунктами, включая посёлок Новоиргаклинский:26, был передан состав Степновского района.

## Население
| 1989 | 2002 | 2010 | 2014 |
| ---- | ---- | ---- | ---- |
| 205  | ↗223 | ↘216 | ↘200 |

По данным переписи 2002 года, в национальной структуре населения русские составляли 43 %, ногайцы — 26 %.

## Образование
- Степновский социально-реабилитационный центр для несовершеннолетних[11]